# Ministerstyre
Ministerstyre är en term som innebär att en minister i vissa länder har rätt att detaljstyra den del av förvaltningen som lyder under ministern, ungefär som en verkställande direktör i ett företag. När ministerstyre råder är ministern den som har det yttersta ansvaret för alla beslut och handlingar som företas inom sitt departement eller ministerium (ministerförvaltning) inför den lagstiftande församlingen, regeringschefen eller statschefen; till exempel kan en minister gå in i enskilda ärenden, åsidosätta underlydande tjänstemän och fatta slutgiltiga beslut.
I de flesta länder, till exempel Danmark, Norge, Storbritannien och USA råder ministerstyre som norm. Finland och Sverige har dock regler som förhindrar ministerstyre i enskilda ärenden. Begreppet används i Sverige i inhemskt sammanhang som en negativ term såsom en anklagelse om politisk misskötsel när den riktas mot svenska ministrar.
I de flesta rättsstater finns förbud mot ministrar att direkt styra domstolars utslag. De länder som tillåter detta brukar vara diktaturer, och även där görs sådant ofta bakom kulisserna. Det finns exempel när diktaturer skickar motståndare i fängelse för påhittade brott eller genom retroaktiv lagstiftning.

## Ministerstyre i Sverige
I Sverige har ett statsråd (i vardagligt språk minister) enligt Regeringsformen bara rätt att på egen hand fatta beslut som rör det egna departementet. Beslut som rör myndigheterna måste fattas av regeringen som kollektiv. Minst fem ministrar måste vara närvarande när ett regeringsbeslut fattas för att uppnå kvorum. Om chefen för ett departement ändå på egen hand uppdrar en myndighet att fatta ett visst beslut ägnar sig vederbörande åt ministerstyre, vilket inte är tillåtet. 
Med ministerstyre menas i Sverige också om regeringen överträder sina befogenheter när det gäller myndigheternas handläggning av enskilda ärenden som rör enskilda personer. Regeringsformen, 11 kap. 3 §. och 12 kap. 2 § och 3 § stadgar att regering och riksdag inte får bestämma hur en myndighet ska besluta sådana fall.
I övrigt har regeringen laglig rätt att diktera hur myndigheterna ska utföra sina arbetsuppgifter, liksom att inrätta eller avskaffa myndigheter som inte finns reglerade i lagar stiftade av riksdagen eller som har egna poster i statsbudgeten. Det görs bland annat med regleringsbrev och med förordningar med instruktioner för myndigheter. 
Dessa föreskrifter grundar sig på 9 kap. 8-9 §§ i regeringsformen om att statens medel står till regeringens disposition utom när riksdagen bestämmer något specifikt om vad statens medel ska användas till (regeringen finjusterar vad riksdagen har bestämt). De grundar sig även på regeringsformens 1 kap. 6 § om att "regeringen styr riket", samt på 8 kap. 7 § i regeringsformen om att regeringen har rätt att utfärda föreskrifter om verkställighet av lag och som gäller reglering av myndigheter som inte ingår i definitionen för lag enligt 8 kap. 2 § i regeringsformen. I den sistnämnda paragrafen definieras lagbegreppet främst som reglering av enskildas personliga och ekonomiska förhållanden inbördes (civilrätt) och av deras ställning (t.ex. medborgarskap) och av deras skyldigheter gentemot det allmänna (gentemot myndigheter, t.ex kriminallag) eller andra påverkande ingrepp i enskildas förhållanden.
Om en föreskrift inte gäller sådana ingrepp för enskilda utan gäller statens myndigheters inbördes förhållanden kan regeringen utfärda föreskrifter om det utan att föreslå riksdagen om att stifta en lag. Men enligt förarbetena till regeringsformen och enligt juridisk praxis i Sverige ska regeringens föreskrifter också innebära ett visst mått av generaliserbarhet, just eftersom de är föreskrifter precis som lagar. Det innebär att de ska gälla flera situationer och inte reglera en viss specifik situation (det härrör från principen om likhet inför lagen). Var gränsen går är en tolkningsfråga. Om en sak går att överklaga till regeringen eller bestäms av regeringen själv enligt någon föreskrift kan den dock bestämma även i det enskilda fallet om just denna sak.
Det händer ofta att partier i oppositionen anklagar ministrar för att ha begått ministerstyre och anmäler detta till Konstitutionsutskottet (KU). Många gånger grundar sig dock dessa anmälningar på missförstånd om vad ministerstyre egentligen innebär, alternativt som en del av det politiska spelet. Det är också vanligt att media ställer frågor till ministrar om enskilda fall, där ett svar skulle bryta mot regeln om ministerstyre, alternativt att ministrar använder regeln för att undvika att svara på frågor de får svara på.
Unikt för Sverige är även förvaltningsmodellen där Svenska staten gör åtskillnad mellan departement och myndigheter. I Sverige utgör detta två skilda organisationer. Det vanliga i andra länder är att departement och myndighet hänger ihop och att ministern har befogenhet att agera som en "koncernchef" för hela "koncernen". Exempelvis är amerikanska federala polismyndigheten FBI inte självständig utan en del av amerikanska justitiedepartementet.

### Lagtext
I 11 kap. Rättskipning 3 § regeringsformen stadgas:
Ingen myndighet, inte heller riksdagen, får bestämma hur en domstol ska döma i det enskilda fallet eller hur en domstol i övrigt ska tillämpa en rättsregel i ett särskilt fall. Ingen annan myndighet får heller bestämma hur dömande uppgifter ska fördelas mellan enskilda domare.
I 12 kap. Förvaltningen 2 § och 3 § regeringsformen stadgas:
Ingen myndighet, inte heller riksdagen eller en kommuns beslutande organ, får bestämma hur en förvaltningsmyndighet i ett särskilt fall ska besluta i ett ärende som rör myndighetsutövning mot en enskild eller mot en kommun eller som rör tillämpningen av lag.
Förvaltningsuppgifter får inte fullgöras av riksdagen i vidare mån än vad som följer av grundlag eller riksdagsordningen.